# Bródy András (újságíró)
Bródy András (Budapest, 1892. december 5. – Budapest, 1964. június 15.) magyar újságíró.

## Élete
Bródy Sándor író és Rosenfeld Izabella fia. Első cikkei A Nap c. lapban jelentek meg, később külföldi tudósítóként dolgozott Az Est-lapoknál és számos napilapnál. 1930-tól az Ufa Magazint szerkesztette. 1932. szeptember 12-én Budapesten házasságot kötött Gerstner Annával, Gerstner Károly és Ruf Mária lányával. 1945 után tárcáit a napilapok publikálták. Sajtó alá rendezte édesapja műveit. Sírja a Kozma utcai temetőben áll (5A. Parcella 1. Sor 12. sirhely).